# 多谷千香子
多谷 千香子（たや ちかこ、1946年4月8日 - ）は、日本の法学者、検察官。前法政大学法学部教授。専門は国際刑事法。

## 略歴
東京都出身。1965年にお茶の水女子大学附属高等学校、1969年に東京大学教養学部国際関係論を卒業。
東京地検検事、法務省刑事局付検事、外務省国連局付検事、総務庁参事官、最高検察庁検事等を経て2005年3月に退官する。退官後、法政大学法学部教授に就任。2017年定年退職。
2001年9月から2004年9月まで、旧ユーゴスラビア国際刑事裁判所の訴訟裁判官を務めた。

## 著書
- 『ちょっと社会時評』（大蔵省印刷局、1990）
- 『ODAと環境・人権』（有斐閣、1994）
- 『廃棄物、医・薬事犯をめぐる捜査101問』（立花書房、1998）
- 『ODAと人間の安全保障-環境と開発』（有斐閣、2000）
- 『循環型社会、医・薬事犯をめぐる101問』（立花書房、2002）
- 『「民族浄化」を裁く-旧ユーゴ戦犯法廷の現場から』（岩波書店、2005）
- 『廃棄物・リサイクル・環境事犯をめぐる101問』（立花書房、2005）
- 『戦争犯罪と法』（岩波書店、2006）
- 『アフガン・対テロ戦争の研究――タリバンはなぜ復活したのか』（岩波書店、2016）